# Big Boys Cry / Beautiful
Singles de Namie Amuro
Go Round / Yeah-Oh!
(2012) Tsuki
(2014)
Big Boys Cry / Beautiful est le 38e maxi single sorti par l'artiste japonaise Namie Amuro. Il est sorti le 6 mars 2013 et était son dernier single sorti sous le label Avex Trax. Le single a atteint la 4e place de les classements des Singles Oricon, c'est son premier single pour son onzième album studio Feel.
Les deux chansons ont été utilisées par Kosé pour promouvoir sa ligne de maquillage : Esprique.
Big Boys Cry a été entendu pour la première fois dans une publicité faisant la promotion de la ligne de maquillage de Kosé : Kosé Esprique le 23 février 2013. La chanson a ensuite été diffusée pour la première fois au défilé de mode printemps/été 2013 de Tokyo Girls Collection où Namie Amuro a interprété la chanson en live en tant qu'invitée surprise. Enfin, son clip promotionnel a été publié le 5 mars 2013.
Beautiful a été présenté pour la première fois dans une publicité sur le thème de Noël en novembre 2012. Bien que les publicités pour le single aient montré des images d'un clip vidéo de Beautiful, aucun n'a été publié.

## Liste des titres
| 1. | Big Boys Cry                | 3:25 |
| 2. | Beautiful                   | 3:56 |
| 3. | Big Boys Cry (Instrumental) | 3:21 |
| 4. | Beautiful (Instrumental)    | 3:52 |